# Industry at Home
Industry at Home är det kanadensiska poppunkgruppen Four Squares tredje studioalbum, utgivet i maj 2005 av skivbolaget Bad Taste Records.

## Låtlista
1. "Intro" - 2:00
2. "Please Don't Go" - 2:54
3. "Waste Away" - 3:20
4. "Another Sleepless Night" - 2:53
5. "Less Than Something" - 3:21
6. "Life Worth Living For" - 2:37
7. "My Side" - 4:37
8. "Something Left to Lose" - 3:21
9. "Wait 'Till You Get Home" - 3:10
10. "Gone" - 3:22
11. "My Own Worst Disappointment" - 1:56
12. "Everything Bright" - 6:24

### Fotnoter
1. ↑  ”Industry at Home”. Allmusic.com. http://www.allmusic.com/album/industry-at-home-r727617. Läst 14 januari 2012.